# مات وليامز (فارس)
مات وليامز (بالإنجليزية: Matt Williams)‏ هو فارس ‏ أسترالي، ولد في 9 مايو 1985 في Noble Park, Victoria ‏ في أستراليا.

## وصلات خارجية
- مات وليامز على موقع الاتحاد الدولي للفروسية (الإنجليزية)
- مات وليامز على موقع FEI (رابط بديل) (الإنجليزية)
- مات وليامز على موقع أوليمبيديا (الإنجليزية)